# Samuel Bellamy

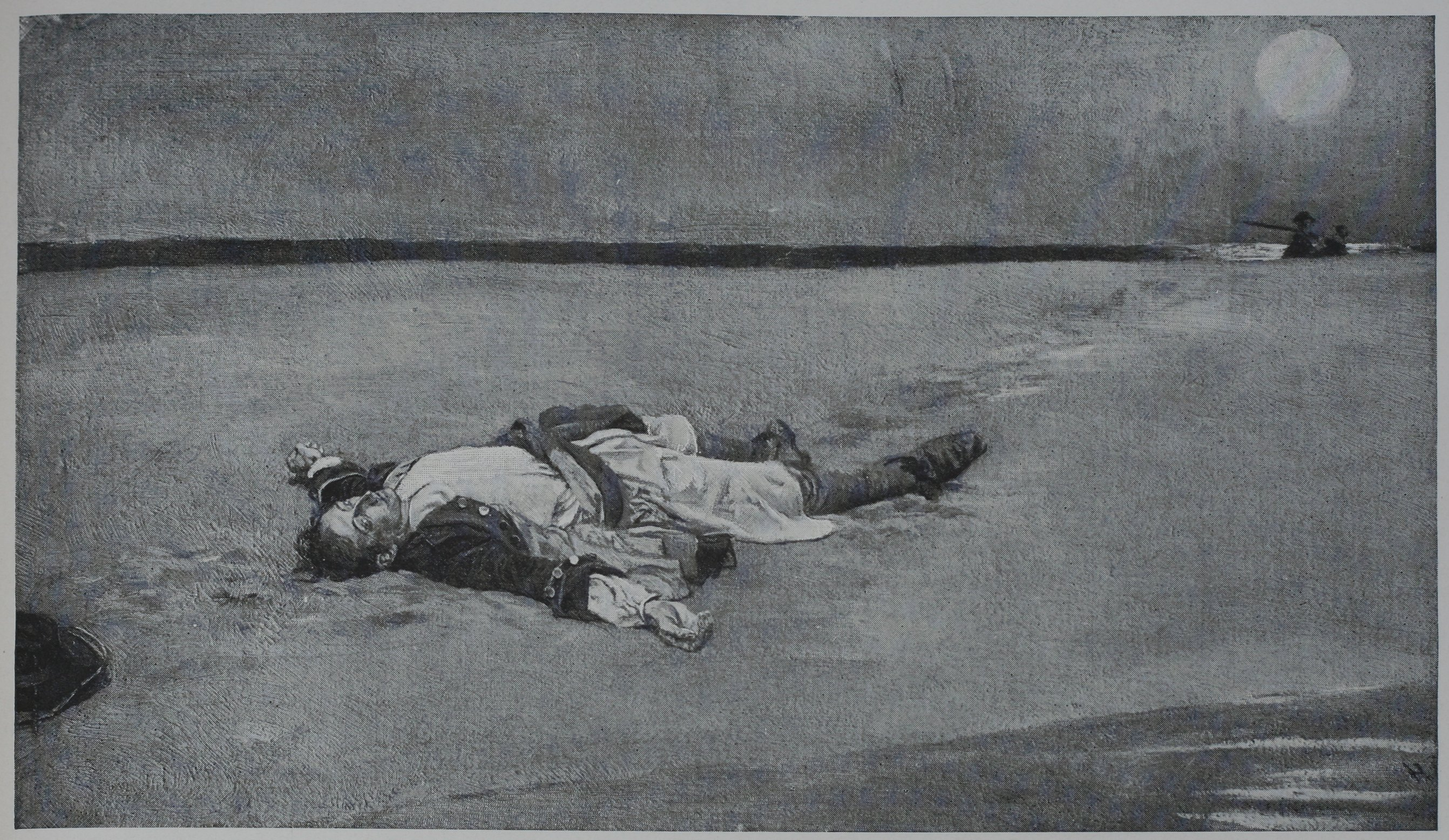
Pirates used to do that to their captains now and then: illustration of a dead pirate left on shore (1894), cuadro del pintor Howard Pyle (1853–1911).

Samuel Bellamy (Hittisleigh, Devonshire, 23 de febrero de 1689 - cerca de Wellfleet, Massachusetts, 26 de abril de 1717) fue un marino y famoso pirata británico conocido también como Black Sam.

## Biografía
Sus primeros años de vida son inciertos. Es probable que en su juventud dejara a su esposa en Canterbury para buscar fortuna en el Nuevo Mundo.
En su estadía en América, conoció en Cape Cod a María Hallet, una chica de la cual se enamoraría y por la cual trató de buscar dinero para tener una mejor vida. Así, en 1715, junto a su camarada Paul Williams se enfrascó en la empresa de buscar tesoros de barcos hundidos. No tuvo éxito. Según la leyenda los dos decidieron entonces dedicarse a la piratería junto a la tripulación de Benjamín Hornigold en el barco Marianne.
En 1716, Hornigold fue depuesto porque aparentemente solo deseaba capturar naves francesas y españolas. La tripulación, por el contrario, quería atacar cualquier nave de la bandera que fuese. Nombraron a Bellamy como su capitán. Tiempo después tomó bajo su mando el barco capturado la Sultana y traspasó el Marianne a su amigo Williams.
La carrera de Black Sam tuvo un éxito notable pues antes de los veintinueve años capturó al menos cincuenta naves. Como capitán se preocupaba del bienestar material de su tripulación e hizo que en el barco se impusiera el orden por medios democráticos. Ellos se autonombraban los "hombres de Robin Hood". Asimismo se caracterizaba por sus discursos elocuentes.
En febrero de 1717 Bellamy avistó el galeón Whydah que venía de su viaje de vuelta de Londres a Jamaica, cargado de una buena cantidad de oro producto de la venta de esclavos. Lo persiguieron por tres días hasta lograr su captura. Black Sam mostró su generosidad traspasando la Sultana al capitán del Whydah.
Según parece este botín precioso era más que suficiente para él, por lo que decidió volver a Cape Cod, quizá para reencontrarse con su viejo amor Maria Hallet. Pero cerca de Massachusetts, el 26 de abril de 1717, el Whydah se topó con una tormenta que acabó con Black Sam y sus hombres. Al menos 145 murieron y 2 sobrevivieron (uno de ellos contó la historia).

## Conversación de Bellamy con el capitán Beer
En 1717, en un viaje de piratería para dar caza a barcos comerciantes, Samuel Bellamy y Paulsgrave Williams y sus respectivas tripulaciones habían decidido ir hacia las costas del este de Norteamérica, llegaron a las costas de las Carolinas y es allí donde encontraron a un pequeño balandro que salía de Newport, en Rhode Island. En cuanto los piratas abordaron el balandro que se había rendido sin resistencia alguna, el capitán del barco, el señor Beer, subió al Whydah y estuvo un par de horas conversando con Bellamy; Beer, después de haber estado con Bellamy, transcribió la conversación que sostuvo con el pirata. 
La conversacíon inició cuando la tripulación de piratas, al finalizar de saquear el cargamento del barco de Beer, estaban decidiendo si es que le devolverían el barco; Beer les pedía que se lo devolviesen pero la mayoría de los piratas votaban que no, excepto Bellamy y Williams que tenían compasión del capitán y su pequeño balandro. Bellamy llamó a Beer diciéndole esto: 
" ¡Maldita sea mi estampa! Lamento que no le vayan a devolver su balandro, porque no desdeño causar daños a nadie si no es para mi provecho. ¡Maldito barco! Tendremos que hundirlo y en cambio, a ustedes bien les habría servido. Maldito sea: en el fondo usted es un cachorrillo, igual que todos los que se rinden al gobierno de unas leyes que han hecho los ricos para su propia seguridad, por que, por otro lado, los cachorros cobardes no tienen el valor de defender lo que aquellos otros consiguen con sus bellaquerías. " 
Bellamy siguió hablando más colérico en cada palabra:
" ¡Pero allá todos vosotros con vuestra suerte! ¡Allá ellos, por ser una panda de zorros arteros! ¡Y allá ustedes, «los capitanes y marineros» que les sirven, «pues son» unos tarugos con alma de gallina! Nos vilipedan, los muy sin vergüenzas, cuando la única diferencia «entre nosotros» es ésta: ellos roban a los pobres amparándose en la ley... y nosotros robamos a los ricos amparándonos en nuestro propio valor. "
Bellamy siguió:
" ¿No «sería» mejor estar entre nosotros que andar lamiendo la hediondez de esos villanos, sólo para «conseguir» un trabajo? "
Sin embargo el capitán Beer respondió que no le permitiría: " Saltarse las leyes de Dios y de los hombres "
Bellamy le respondió con enojo: 
" Es usted un granuja con una conciencia endemoniada. Yo soy un Príncipe libre, y cuento con tanta autoridad para hacer la guerra en el mundo entero como el que dispone de cien barcos en el mar y un ejército de cien mil hombres en tierra. Y esto es lo que me dice mi conciencia:... No vale la pena discutir con los cachorrillos llorosos que toleran que sus superiores los pateen en cubierta con placer, y «que» ponen su confianza en quien no es mas que un proxeneta hipócrita: un cerdo comodón que ni practica ni cree siquiera en lo que le cuenta a los imberbes que lo escuchan como un santo. "
Finalmente Bellamy ordenó llevar a Beer a Rhode Island. Cuando los piratas terminaron de traspasar el último cargamento de la balandra, prendieron fuego al pequeño barco de Beer. 
Beer pudo dar fe de esta transcripción cuando llegó a Newport y le informó de lo sucedido al corresponsal del Boston News-Letter. Esta conversación fue puesta al igual en el libro de Historia general de los piratas de Charles Johnson.

## El hallazgo del Whydah
Hacia finales de 1982 el explorador Barry Clifford comenzó la búsqueda del famoso barco aguas afuera de la costa de Cape Cod. La expedición rindió sus frutos el 23 de julio de 1984 y desde entonces los hallazgos no han parado. El Whydah ha rendido un sinfín de información acerca de la vida de los piratas y su valioso cargamento ha sido objeto de exposiciones itinerantes.

## En la cultura popular
En el manga One Piece, el pirata conocido como "Bellamy la Hiena" está basado en Samuel Bellamy.